# Walter Kaiser
Pour les articles homonymes, voir Kaiser.
Walter Kaiser, né le 2 novembre 1907 et mort le 25 février 1982, est un footballeur allemand naturalisé français ayant évolué au poste d'attaquant.

## Biographie
Il fut meilleur buteur (à égalité avec Robert Mercier) du premier championnat de France de football. 
Il manqua totalement la saison 1935-36 à la suite d'une grave blessure à la cheville. Il revint en 1936-1937 comme entraîneur-joueur. La saison suivante, il était joueur-secrétaire, puis seulement secrétaire du club en 1938-39. 
Entre 1930 et 1938, il joua 93 matchs officiels pour 52 buts dont 75 en championnat pour 41 buts. En plus de ces rencontres, le Stade rennais disputa de nombreux matchs amicaux au cours de sa période de boycott (1930-1932) des championnats de Ligue. Kaiser joua 55 matchs de ce type pour 94 buts. 
Durant la Seconde Guerre mondiale, Walter Kaiser eut le loisir, de par ses fonctions auprès de l'occupant allemand, de détruire de nombreuses lettres de dénonciation entre habitants de Rennes. Durant ses dernières années, il vécut à l'ouest de Rennes.

## Palmarès
- International juniors allemand
- Meilleur buteur du championnat de France 1932-1933.
- Sélectionné en équipe de Bretagne.

## Sources
- Claude Loire, Le Stade rennais, volume II, Rennes, Apogée, 1997, p.72
- Marc Barreaud, Dictionnaire des footballeurs étrangers du championnat professionnel français (1932-1997), l'Harmattan, 1997.